# جان بی اوریلی جونیور (سیاستمدار)
جان برنارد اوریلی جونیور (به انگلیسی: John Bernard O'Reilly Jr.؛ ۲۱ سپتامبر ۱۹۴۸ – ۱ ژانویهٔ ۲۰۲۵) یک سیاستمدار آمریکایی بود که از سال ۲۰۰۷ تا ۲۰۲۲ میلادی، به عنوان ششمین شهردار دیربورن فعالیت می‌کرد. او که یکی از اعضای حزب دموکرات بود، قبلاً از سال ۱۹۹۰ تا ۲۰۰۷ در شورای شهر دیربورن خدمت کرده بود.